# Béthune (rivière)
Vous lisez un « bon article » labellisé en 2012.
Pour les articles homonymes, voir Bethune.
Ne doit pas être confondu avec Rivière Béthune.
La Béthune est une rivière française, longue de 61 kilomètres, située dans la Seine-Maritime et affluent de l'Arques. Pour le Service d'administration nationale des données et référentiels sur l'eau (SANDRE), la Béthune n'existe pas, l'Arques et la Béthune ne forment qu'un seul et même fleuve (l'Arques), long de 67 kilomètres, mais les ouvrages de géographie, des organismes de gestion de l'eau tout comme les dictionnaires la considèrent comme un cours d'eau indépendant.
La Béthune forme l'ossature du réseau dendritique qui donne naissance à l'Arques. Avec les deux autres cours d'eau constitutifs de cet ensemble hydrographique, l'Eaulne à l'est, la Varenne à l'ouest, la rivière entaille, par une vallée encaissée d'une centaine de mètres, le plateau crayeux dominant la Manche. Son bassin versant est essentiellement consacré à l'agriculture, mais le cours de la rivière a attiré les hommes et les activités au cours de l'histoire ainsi que l'atteste la présence de voies de communication et de bourgs dont l'importance dépasse le simple cadre local. L'environnement a pu être préservé grâce à une bonne qualité des eaux, la richesse faunistique et floristique a conduit à demander le classement de la vallée en site d'intérêt communautaire dans le cadre du réseau Natura 2000.

## Hydronymie
Le nom de Béthune apparaît seulement au début du XVIIe siècle dans un texte évoquant la bataille d'Arques. Cet hydronyme est peut-être parent du terme bétoire désignant une perte de cours d'eau en terrain calcaire dont la vallée de la rivière abonde. Béthune est encore attesté comme nom commun au XIXe siècle dans le sens de « cavité préparée pour recevoir les eaux », c'est-à-dire comme synonyme de puisard. Il s'agit vraisemblablement d'un dérivé du mot béton issu du latin bitumen qui a dû se croiser avec la racine gauloise *bedu- « creuser » > *bedum « canal, fosse » qui a donné bief (bied 1135), mot désignant un canal de dérivation.
Auparavant, au cours de la première partie du Moyen Âge, le nom de la rivière est mentionné dans les textes mérovingiens et carolingiens sous les formes Tella ou Telle (issu d'un *Tala), dont dérive peut-être le nom du pagus mérovingien de Talou, dans laquelle la Béthune déploie son cours. En effet, Talou procède d'un gaulois *Tal-avo, -avo étant un suffixe fréquent en toponymie qui explique certaines terminaisons en -ou / -eu (cf. aussi le nom commun caillou). Tal- remonte peut-être au radical gaulois *talu- « front, surface » dont l'emploi toponymique est avéré (cf. Talmont) et dont le dérivé latinisé *talutu[m] (talutium est attesté chez Pline l'Ancien) a donné le français talus.
À l'époque de l'installation des colons anglo-scandinaves et de la formation du duché de Normandie, la rivière se voit qualifier de Deppae (1015-1029) ou Dieppa (1030) « la profonde » ou « la rivière profonde ». Cet hydronyme est issu de l'adjectif norrois djúpr ou du vieil anglais dēop > deep « profond » ou d'un composé norrois djúpr + á « rivière », ce qui en ferait un synonyme de la rivière Djúpá en Islande. Du XIVe siècle au XVIIe siècle, le cours d'eau est attesté sous le nom de  Rivière de Neufchastel ou de Neucastel en normand, c'est-à-dire « Rivière de Neufchâtel(-en-Bray) », principale ville traversée.

## Géographie

### Topographie, hydrographie et géologie

Carte du bassin-versant de la Béthune et des cours d'eau constituant le système dendritique de l'Arques.

La Béthune prend sa source dans le pays de Bray, à proximité de la station thermale de Forges-les-Eaux, sur le territoire de la commune de Gaillefontaine à une altitude légèrement supérieure à 200 mètres. Après un cours presque rectiligne d'une soixantaine de kilomètres qui reprend la direction tectonique générale des cours d'eau de la région (c'est-à-dire selon un axe orienté sud-sud-est / nord-nord-ouest), elle rejoint la Varenne et l'Eaulne pour former l'Arques à Arques-la-Bataille, à quelques kilomètres en amont de Dieppe. Ces trois rivières, dont les tracés sont parallèles sur une longue distance, « forment un bassin ovoïde régulier qui fournit un bel exemple de drainage dendritique : elles dessinent une sorte de trident dont l'Arques serait le manche ».
La Béthune prend sa source et accomplit ses premiers kilomètres dans une dépression anticlinale occidentale du pays de Bray qu'elle a contribué à évider en suivant l'axe général de cette boutonnière ouverte dans le plateau de craie aux confins de la Normandie et de la Picardie. En aval de Neufchâtel-en-Bray, la rivière suit la faille de Dieppe et s'encaisse d'une centaine de mètres dans le plateau crayeux du pays de Caux. Sa vallée à fond plat, parsemée d'étangs, garnie de pâturages, offre un paysage verdoyant qui prolonge celui du Bray et tranche avec la nudité du plateau.

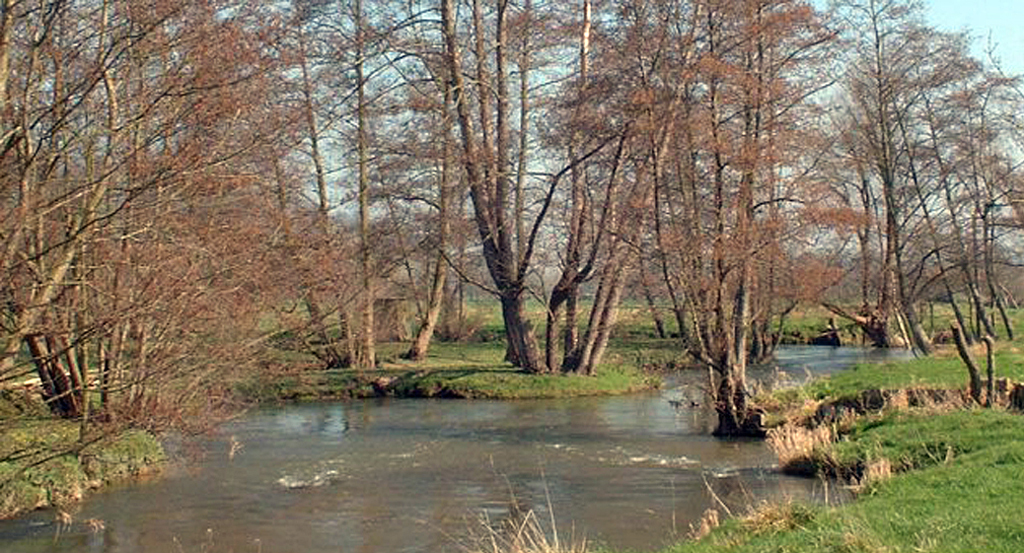
La rivière, non loin de sa confluence avec l'Arques, à Saint-Aubin-le-Cauf.

Même si la Béthune est la plus longue des rivières qui forment l'Arques, son bassin hydrographique présente une superficie réduite de 317 km2 en raison de sa topographie. Il s'étend, majoritairement, dans la partie supérieure du cours où un dense chevelu de ruisseaux et de rus alimente la Béthune comme le Thil, la Clair-Ruissel, la Nesle, la Canche ou le Philbert ; le Sorson (avec ses 11 kilomètres) est le plus important. Au total, ce sont 170 kilomètres de linéaire de cours d'eau qui sont drainés dans le cadre du bassin versant de la Béthune. Au-delà de Mesnières-en-Bray, ce dernier se rétrécit (la rivière coulant au fond d'une vallée étroite) et la Béthune ne reçoit plus de tributaire notoire jusqu'à son exutoire.
La Béthune draine dans la partie amont de son cours des terrains du mésozoïque ancien : marnes du Portlandien moyen, sables du Valanginien, de l'Hauterivien et du Barrémien jusqu'à Neufchâtel-en-Bray, argiles noires de l'Albien inférieur (période du Crétacé inférieur) au-delà de cette ville, puis craie du Cénomanien et du Turonien de Bures-en-Bray jusqu'à l'exutoire. Le substratum secondaire est localement recouvert par des formations superficielles importantes : colluvions et limon des plateaux près de Neufchâtel-en-Bray, limons des plateaux sur les pentes plus en aval.

### Communes et cantons traversés
Dans le seul département de la Seine-Maritime, la Béthune traverse vingt-huit communes et six cantons :
- de l'amont vers l'aval : Gaillefontaine, Longmesnil, Beaussault, Compainville, Mesnil-Mauger, Saint-Saire, Nesle-Hodeng,   Bouelles, Neuville-Ferrières, Quièvrecourt, Neufchâtel-en-Bray, Saint-Martin-l'Hortier, Mesnières-en-Bray, Fresles, Bures-en-Bray, Croixdalle, Osmoy-Saint-Valery, Ricarville-du-Val, Saint-Vaast-d'Équiqueville, Freulleville, Meulers, Saint-Jacques-d'Aliermont, Saint-Germain-d'Étables, Dampierre-Saint-Nicolas, Saint-Nicolas-d'Aliermont, Martigny, Saint-Aubin-le-Cauf, Arques-la-Bataille.

Soit en termes de cantons, la Béthune prend sa source dans le canton de Forges-les-Eaux, traverse les canton de Neufchâtel-en-Bray, canton de Londinières, canton d'Envermeu, canton de Longueville-sur-Scie et conflue dans le canton d'Offranville, le tout dans le seul arrondissement de Dieppe.

### Organisme gestionnaire
La gestion du bassin versant de la Béthune a été confiée au Syndicat Intercommunal du Bassin Versant de la Béthune ou SIBV Béthune, collectivité publique, créée en 2000, dont les compétences s'étendent sur l'ensemble géographique déterminé par les limites naturelles (les lignes de crête) fixées par la rivière et ses affluents. Le SIBV Béthune, dont le siège est établi à Neufchâtel-en-Bray, regroupe 37 communes pour une population de 19 200 habitants (soit une densité moyenne de 60,5, faible à l'échelle départementale). Les missions du syndicat s'articulent autour de la protection de l'environnement, des biens et des personnes du bassin versant par l'étude du milieu, la réalisation de travaux et l'entretien d'ouvrages luttant contre l'érosion, le ruissellement et les inondations, la restauration des conditions naturelles de la rivière et de ses affluents.
Pour rendre plus cohérente l'action des syndicats de bassin versant gérant les différents cours d'eau composant le bassin de l'Arques, et donc celle du SIBV Béthune, une fusion de l'ensemble de ces institutions est envisagée. Une structure unique, celle du grand bassin de l'Arques ou bassin du Grand Arques, devrait ainsi voir le jour dans les années qui viennent afin d'acquérir un poids institutionnel et financier plus fort, de rationaliser les moyens et les compétences mis en œuvre.

## Hydrologie

Débits mensuels de la Béthune sous la forme d'un histogramme.

Dans le cadre d’un régime pluvial océanique, la Béthune possède un débit relativement médiocre de 2,9 m3/s (L'Eaulne et la Varenne ont des débits plus soutenus même si elles présentent une plus faible longueur) mesuré à la station hydrologique de Saint-Aubin-le-Cauf à proximité immédiate de sa confluence. Cette faiblesse s'explique par la faible aire hydrographique car les autres cours d'eau bénéficient des mêmes précipitations annuelles comprises entre 750 et 850 mm (plus élevées dans le pays de Bray que lors de la traversée du Pays de Caux). Observée durant 46 ans (entre 1966 et 2012), la rivière présente de variations assez importantes de son module, la période des hautes eaux est enregistrée durant la période hivernale avec une moyenne mensuelle comprise entre 4,23 m3/s et 4,75 m3/s atteint en janvier, les basses eaux interviennent pendant l'été avec des débits compris entre 1,27 m3/s et 1,6 m3/s de juillet à septembre (le mois de septembre voyant le plus bas module de l'année).

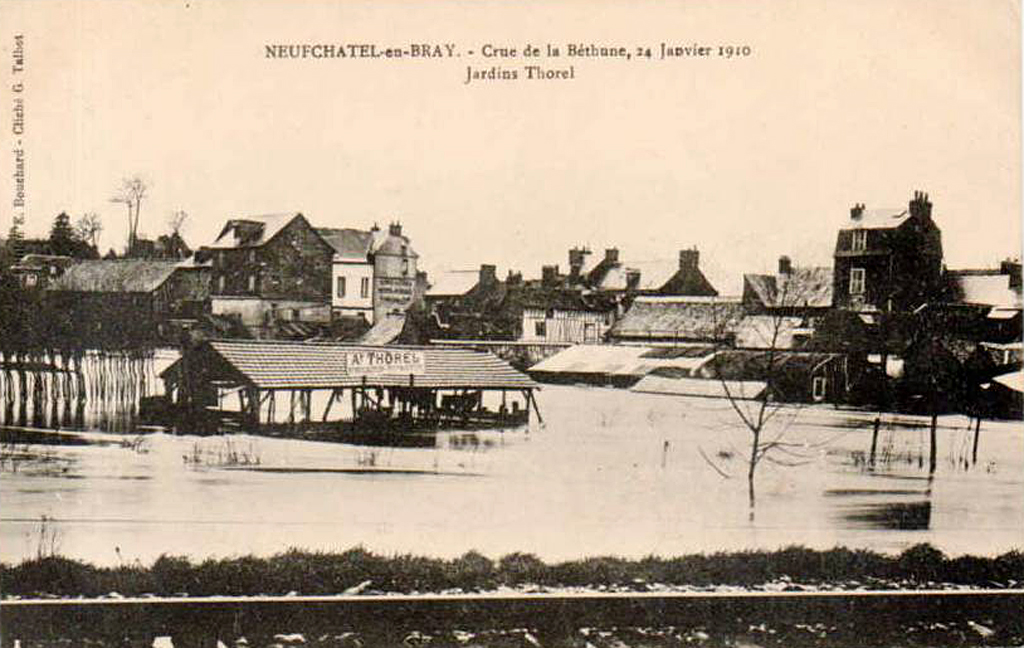
Les crues de la Béthune en janvier 1910, toute la partie basse de Neufchâtel-en-Bray subit de graves inondations.

En établissant une comparaison entre le débit et le bassin versant, la Béthune présente un module presque conforme à la moyenne des cours d’eau de l’hexagone ainsi que l'atteste une lame d'eau de 295 mm/an (la moyenne nationale est de 300 mm), mais supérieure à celle du bassin voisin de la Seine  (de l'ordre de 225 mm) et un débit spécifique (ou Qsp) de 9,3 litres par seconde et par kilomètre carré de bassin  (9,5 l/s/km² pour l'ensemble des cours d'eau français, 7,1 l/s/km² dans le cas du bassin de la Seine).
La Béthune est une rivière tranquille mais les périodes d'étiage, tout comme les crues, peuvent être assez prononcées, son coefficient d'excessivité (rapport entre le débit mensuel le plus important et le plus faible) élevé, de l'ordre de 3,74, ne met pas à l'abri les riverains d'inondations après de violents épisodes de précipitations orageuses ou une longue période de pluies hivernales. De 1984 à mai 2008, pas moins de 98 arrêtés de catastrophes naturelles liées aux inondations ont été pris dans la vallée de la rivière, dont 9 pour la seule commune de Neuville-Ferrières. Des phénomènes exceptionnels peuvent intervenir, ainsi la rivière roula jusqu'à 33 m3/s en janvier 2003, soit 11 fois son débit habituel; les riverains gardent le souvenir des graves inondations de janvier 1910 lorsque la Béthune sortit durablement de son lit et inonda les quartiers bas de Neufchâtel-en-Bray. À ces risques s'ajoute celui du mauvais entretien des digues d'étangs bordant la rivière qui, en cas de rupture, pourraient faire courir de graves dangers aux populations.

## Histoire et patrimoine

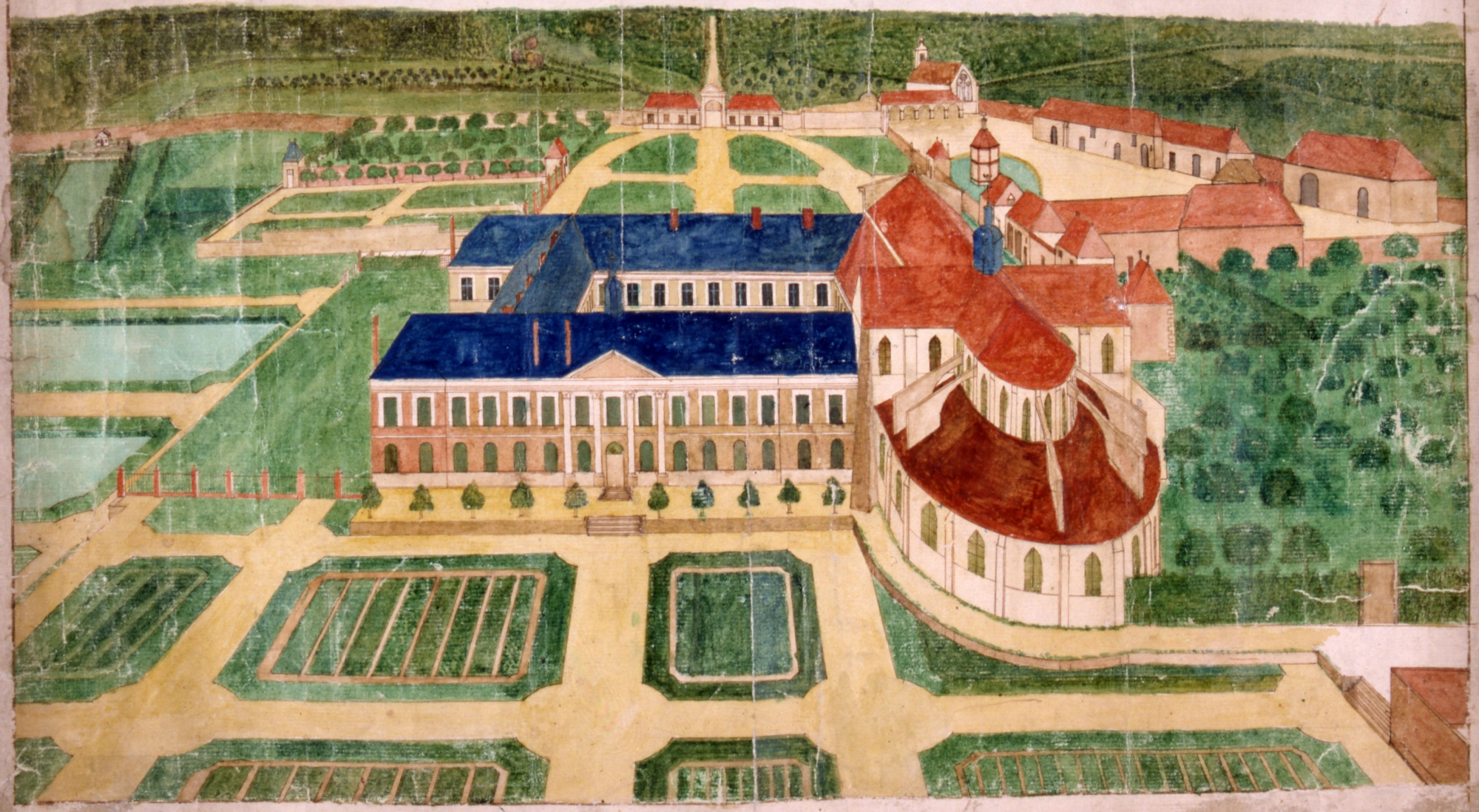
Plan aquarellé de l'abbaye de Beaubec-la-Rosière, vers 1750. (Source : Archives départementales de Seine-Maritime)

La Préhistoire et l'Antiquité ont laissé peu d'empreintes dans la vallée de la Béthune si ce n'est les restes d'enceintes celtiques près de Neufchâtel-en-Bray et de Gaillefontaine, sans doute des vestiges d'oppida. À l'époque gallo-romaine, la voie romaine reliant Beauvais à la Manche (aux environs de Dieppe) préférait longer le cours de l'Eaulne que de s'engager dans l'étroite vallée de la rivière. Il faut attendre le haut Moyen Âge pour voir la Béthune entrer dans l'histoire avec la présence des Mérovingiens qui fondèrent la ville de Neufchâtel-en-Bray et édifièrent de nombreuses nécropoles que l'on retrouve à Neuville-Ferrières, Bouelles, Nesle-Hodeng, Beaussault et Gaillefontaine. Cette installation franque a d'abord été confirmée par les fouilles archéologiques menées à l'initiative de l'abbé Cochet. La toponymie témoigne d'une influence linguistique du germanique, par exemple : Hodeng, du germanique *husidun « maison sur la hauteur », Bures, de bur « habitation », Meulers, de hlar « friche, lande » avec un premier élément indéterminé, etc. En revanche, la présence anglo-scandinave n'est attestée que par quelques hydronymes et toponymes, par exemple : le Dambec (sous affluent) qui a donné son nom au hameau éponyme (peut-être de dammr bekkr « ruisseau du barrage » cf. Dambæk, Danemark), le Philbert (Fulebec 1228, Filbec 1232, Phillebec 1540, peut-être le fúll bekkr « ruisseau sale », comme Foulbec, ou fellr bekkr « ruisseau de la colline » cf. les nombreux Filbec de Normandie), altéré par attraction du nom de personne Philbert ; des toponymes comme le Grand-Hattehoulle (Hadehoulle 1499) de hollr « colline », avec un premier élément indéterminé, plus loin les Houlettes « les terriers » en vieux normand, ensuite, la Londe, les Londes « le(s) bosquet(s), le(s) bois » du vieux normand, issu de l'ancien scandinave lunda accusatif de lundr (voir la Londe), Équiqueville (Schechevilla, prononciation « Skekeville », en 1142 - 50) « la ferme de Skeggi », du surnom norrois Skeggi « le barbu », Croixdalle (Craudale en 1253, la réfection savante Croixdalle n'apparait qu'au XVIIe siècle), du vieil anglais crāwe, corneille (moderne crow) et anglo-danois dal(r), vallée (anglais dial. dale, danois dal), etc.

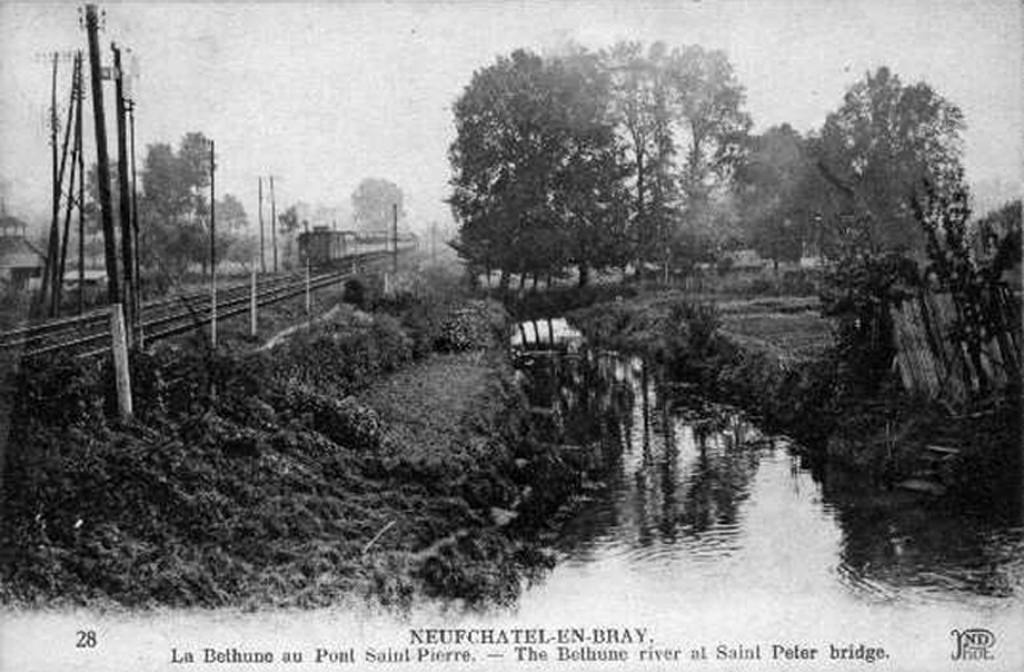
La vallée de la Béthune près de Neufchâtel-en-Bray au début du XXe siècle ; la rivière coule près de la voie ferrée de Paris à Dieppe mise en service en 1873.

Durant les siècles suivants, les rives et les abords de la Béthune reçurent un important apport de peuplement ainsi que l'attestent les nombreux vestiges du Moyen Âge et de l'époque moderne qui s'égrènent d'amont en aval. À Gaillefontaine, il ne reste plus guère de trace du château fort édifié en 1050 par Hughes Ier, seigneur des lieux, et détruit, en 1472, par l'armée bourguignonne de Charles le Téméraire après le sac de la ville. Beaubec-la-Rosière, sur le Sorson, conserve le souvenir de son abbaye fondée en 1120 par Hughes de Gournay et rattachée l'Ordre cistercien en 1148. Abritant les reliques de saint Hélier, l'abbaye prospéra jusqu'en 1383 lorsqu'elle fut détruite par un incendie. Reconstruite en deux phases, au XVe siècle et au XVIIIe siècle, elle ne retrouva jamais sa grandeur passée avant d'être démantelée durant la Révolution française. La chapelle Sainte-Ursule et quelques murs de bâtiments conventuels demeurent les seuls témoins de ce vaste ensemble ecclésiastique. Neufchâtel-en-Bray, la plus importante commune bâtie sur les rives de la Béthune, a souffert de nombreuses destructions au cours de l'histoire. Elle ne garde plus la trace de son puissant château élevé par Henri Ier Beauclerc à partir de 1106, sur une ancienne motte castrale - « la motte du donjon » - et saccagé par les troupes bourguignonnes en 1472 avant d'être définitivement rasé par Henri IV en 1598. Quelques kilomètres en aval, le style Renaissance du château de Mesnières-en-Bray, élevé dans la première moitié du XVIe siècle, vers 1540, sur les ruines d'une ancienne fortification normande, évoque le Val de Loire. Plus près de l'exutoire, le manoir de Tourpe (XVIe siècle) à proximité de Bures-en-Bray, qui vit naître Gabrielle d'Estrées, la gentilhommière d'Osmoy-Saint-Valery (XVIe siècle) et la demeure de la Châtellenie (XVIIIe siècle) à Saint-Aubin-le-Cauf illustrent l'aisance de la noblesse provinciale sous l'Ancien Régime.
À partir du Moyen Âge, une activité économique, liée à la présence d'un important couvert forestier (forêt du Hellet, forêt d'Eawy, forêt des Nappes, bois de Pimont, forêt d'Arques) et de la rivière, fut mise en place autour du travail du bois et de la meunerie. Cette activité meunière fut toutefois moins développée que sur certains cours d'eau voisins, une cinquantaine de moulins à eau étaient recensés en 1870 sur les 127 que comptait le bassin Varenne et Arques d'après les Ponts et chaussées. Elle perdura jusqu'à la fin du XIXe siècle tout comme le travail de l'osier dans la basse vallée autour de Meulers (le village produisait des paniers, bourriches et corbeilles pour les pêcheurs dieppois). Si la Révolution industrielle sonna le glas de cette économie traditionnelle, elle apporta le chemin de fer avec la mise en service de la voie ferrée reliant Paris à Dieppe, le 22 décembre 1873, qui va sortir la vallée de la Béthune de son isolement. Plus court itinéraire ferroviaire entre la capitale et la mer, la ligne vit circuler les trains de marée qui transportaient le poisson frais sur les marchés parisiens mais également les trains de plaisir acheminant les voyageurs désireux de passer le dimanche ou un plus long séjour sur les côtes de la Manche ou de découvrir les bains de mer. Fermée en 1988 au trafic voyageurs, en 1991 à celui des marchandises, déferrée entre Arques-la-Bataille et Serqueux, cette voie ferrée a été transformée en voie verte que peuvent emprunter randonneurs  et cyclotouristes.

## Activités et environnement

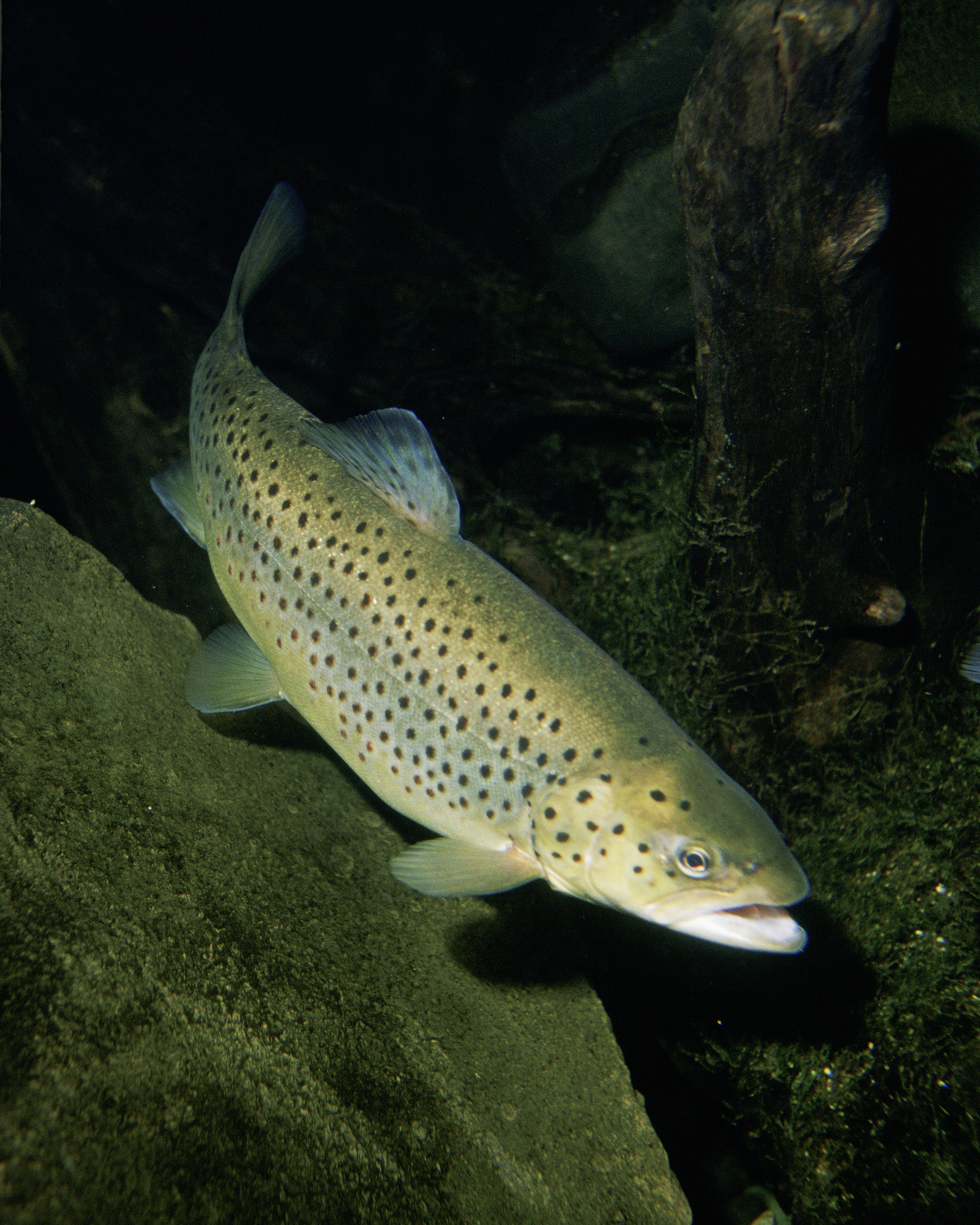
Une truite fario, commune aux eaux de la Béthune.

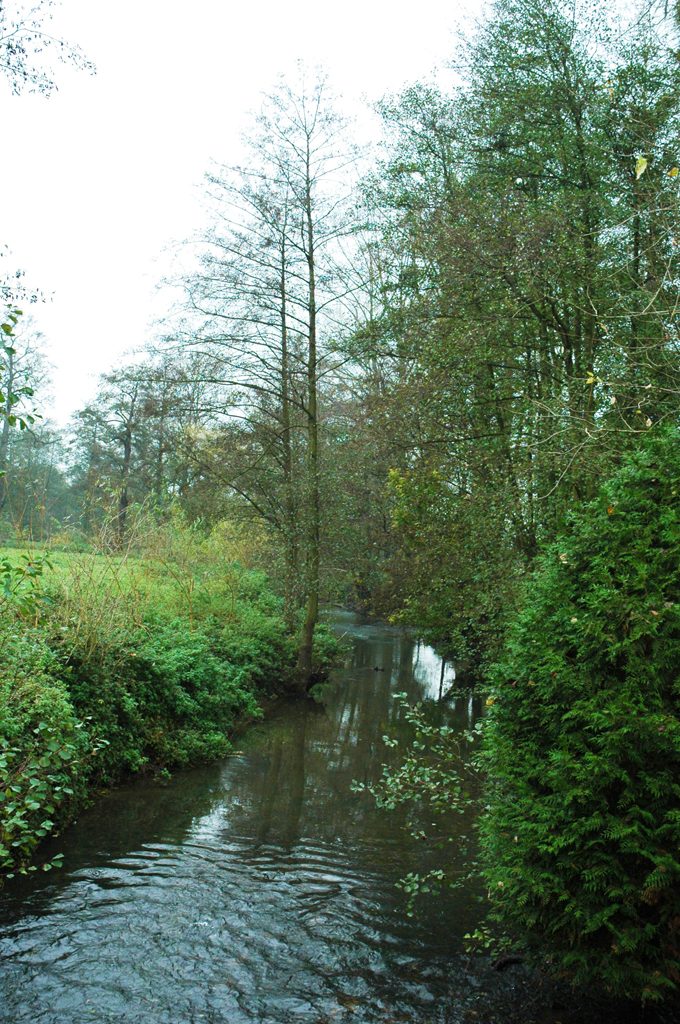
Les eaux de la Béthune présentent une très bonne qualité bactériologique.

La Béthune coule dans un espace peu urbanisé marqué par l'activité agricole. Sa vallée à fond plat, parsemée d'étangs, garnie de pâturages consacrés à l'élevage bovin, offre un paysage verdoyant qui prolonge celui du Pays de Bray. Les coteaux en pente douce sont davantage consacrés à la culture alors que leurs sommets demeurent le domaine d'espaces boisés. Les prairies de fond de vallée sont toutefois en recul notable face aux surfaces cultivées et ont vu leur superficie diminuer d'un quart au cours des 30 dernières années. Cette variété tranche avec la nudité et la monotonie du plateau séparant les vallées des cours d'eau formant le réseau hydrographique de l'Arques.
La richesse naturelle de la vallée de la Béthune a conduit à demander son classement ainsi que celui des autres cours d'eau formant l'Arques en site d'intérêt communautaire dans le cadre du réseau Natura 2000. Classée comme cours d'eau à migrateurs comme 12 autres rivières ou fleuves côtiers de Seine-Maritime, la Béthune possède des représentants d'espèces migratrices comme le saumon, la truite fario (plus particulièrement présente dans la rivière), la lamproie marine, la lamproie fluviatile et l'anguille et fait partie du bassin hydrographique de l'Arques considérée comme un des cinq meilleurs sites de France pour les grands Salmonidés,. L'ichtyofaune est aussi représentée par des espèces locales comme le chabot et surtout l'écrevisse à pattes blanches très peu nombreuse dans les autres cours d'eau du département. La présence d'oiseaux comme la sterne pierregarin ou hirondelle de mer, le martin pêcheur, la poule d'eau, d'amphibiens comme le triton crêté, de reptiles comme la couleuvre à collier rend compte de la diversité faunistique de la vallée de la Béthune. Quelques indésirables comme le cormoran qui n'épargne aucune espèce de poisson et le rat musqué dont l'habitat fragilise les berges se retrouvent également le long de la rivière.

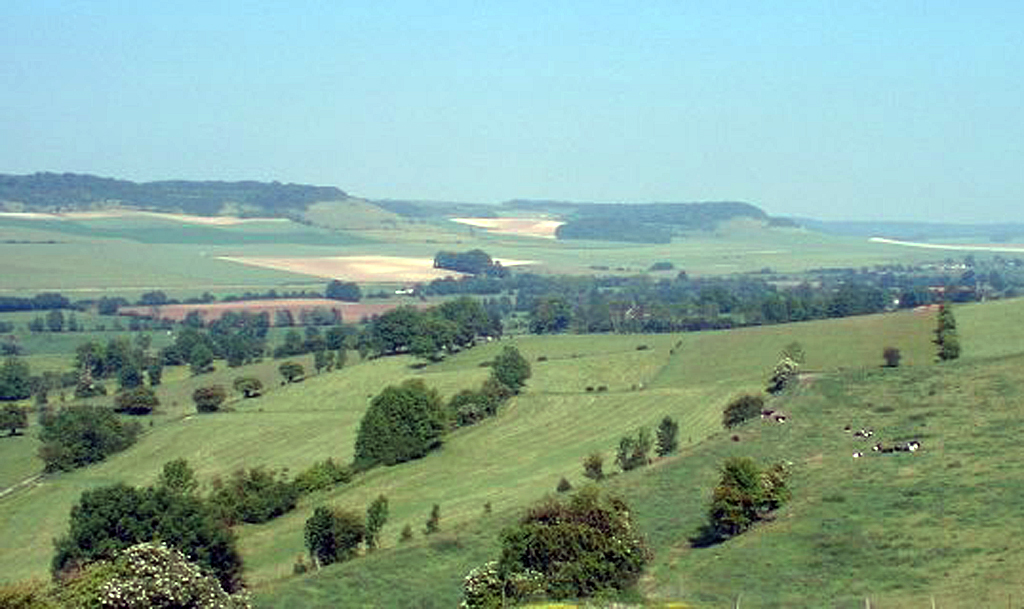
La vallée de la Béthune près de Ricarville-du-Val.

La ripisylve est composée de renoncules flottantes, renoncules à pinceau, potamots, callitriches ainsi que diverses hydrophytes submergées et formes aquatiques d'amphiphytes qui interviennent dans le fonctionnement des écosystèmes aquatiques assurant une partie de l'alimentation des poissons et abritant de nombreux invertébrés. Les rives de la Béthune sont bordées d'aulnes glutineux (Alnus glutinosa) et de frênes communs (Fraxinus excelsior).
Les eaux de la Béthune sont considérées comme de très bonne qualité bactériologique et chimique, ce qui n'exclut pas la présence de nitrates ou produits phyto-sanitaires (pesticides organo-chlorés) mais dans des quantités bien inférieures aux normes en vigueur,.